# Nicolas Bourbon
Nicolas Bourbon (Vendeuvre-sur-Barse in of rond 1574 - Parijs, 6 augustus 1644) was een Frans geestelijke en Neolatijns dichter, lid van de Académie française.

## Levensloop
Hij werd ook soms Nicolas Bourbon le Jeune genoemd, om onderscheid te maken tussen hem en zijn grootoom Nicolas Bourbon de Oude (1503-1550), eveneens Neolatijns dichter.
Hij was zoon van een arts en leerling van Jean Passerat. Hij werd zelf leraar in verschillende colleges en werd professor aan het Collège de France, waar hij van 1611 tot 1620 Grieks doceerde. Een van zijn leerlingen was Jean Chapelain. 
Kanunnik benoemd aan de kathedralen van Orléans en Langres, trad hij in 1630 toe tot de Congrégation de l'Oratoire. Hij verenigde er rond zich een kleine groep geleerden, van wie de discussies en activiteiten werden beschreven door Guy Patin. 
In 1637 werd hij tot lid verkozen van de Académie française, in opvolging van Pierre Bardin. Dit ondanks het feit dat hij hoofdzakelijk in het Latijn en zeer weinig in het Frans schreef.
Hij schreef onder de naam Nicolaus Borbonius of onder de pseudoniemen Horatius Gentilis en Petrus Mola.

## Publicaties
- Exécrations sur le détestable parricisde, 1610 (over de moord van koning Hendrik IV).
- Poemata, 1630.
- Opera omnia, 1651.